# Champion’s Cup (Lacrosse)
Der Champion’s Cup wird seit 1998 jährlich an den Gewinner der Play-offs der nordamerikanischen National Lacrosse League verliehen. Rekordsieger sind die Toronto Rock, die bisher sechs Titel gewinnen konnten und in acht Finals standen, von 1999 bis 2003 sogar fünfmal in Folge.

## Champion’s-Cup-Gewinner
| Jahr | Gewinner              | Finalist              | Ergebnis |
| ---- | --------------------- | --------------------- | -------- |
| 2014 | Rochester Knighthawks | Calgary Roughnecks    | 2:1**    |
| 2013 | Rochester Knighthawks | Washington Stealth    | 11:10    |
| 2012 | Rochester Knighthawks | Edmonton Rush         | 9:6      |
| 2011 | Toronto Rock          | Washington Stealth    | 8:7      |
| 2010 | Washington Stealth    | Toronto Rock          | 15:11    |
| 2009 | Calgary Roughnecks    | New York Titans       | 12:10    |
| 2008 | Buffalo Bandits       | Portland Lumberjax    | 14:13    |
| 2007 | Rochester Knighthawks | Arizona Sting         | 13:11    |
| 2006 | Colorado Mammoth      | Buffalo Bandits       | 16:9     |
| 2005 | Toronto Rock          | Arizona Sting         | 19:13    |
| 2004 | Calgary Roughnecks    | Buffalo Bandits       | 14:11    |
| 2003 | Toronto Rock          | Rochester Knighthawks | 8:6      |
| 2002 | Toronto Rock          | Albany Attack         | 13:12    |
| 2001 | Philadelphia Wings    | Toronto Rock          | 9:8      |
| 2000 | Toronto Rock          | Rochester Knighthawks | 14:13    |
| 1999 | Toronto Rock          | Rochester Knighthawks | 13:10    |
| 1998 | Philadelphia Wings    | Baltimore Thunder     | 2:0*     |

* 1998 wurde das Finale als Best-of-Three-Serie ausgetragen. Philadelphia konnte nach zwei Spielen den Champion’s Cup gewinnen. Seit 1999 wird das Finale in einem Spiel entschieden.
** 2014 bestand das Finale aus 2 Spielen. Stand nach 2 Spielen kein Sieger fest, wurde ein 10-minütiges "Mini-Game" gespielt. Calgary gewann das erste Spiel 10:7, Rochester das zweite Spiel 16:10 und das Mini-Game 3:2.